# Valovanje
Valovánje je širjenje motnje, navadno sinusnega nihanja, v sredstvu ali v polju. Z izjemo elektromagnetnega valovanja in verjetno tudi gravitacijskega valovanja, ki se širita v elektromagnetnem oziroma gravitacijskem polju potrebuje valovanje za širjenje sredstvo, ki je prožno deformabilno, tako da lahko delci snovi izmenjujejo energijo, ne da bi pri tem trajno spremenili svojo lego. Z drugimi besedami, z valovanjem ni povezan prenos snovi, ampak delci snovi le nihajo okrog svoje ravnovesne lege.

## Transverzalno in longitudinalno valovanje
Pri transverzalnem valovanju nihajo delci snovi ali polje pravokotno na smer širjenja motnje. Zgleda sta elektromagnetno valovanje ter valovanje prožne vrvi. Pri longitudinalnem valovanju pa nihajo delci snovi v smeri širjenja motnje; zgled je zvok.
Valovi na morski gladini ne spadajo v nobeno od naštetih skupin, ampak so kombinacija obeh; delci pri valovanju opisujejo eliptične poti.

## Valovni pojavi
Ne glede na vrsto valovanja (zvočno, elektromagnetno ipd.) imajo valovanja nekatere skupne značilnosti.
- odboj – ko valovanje naleti na neko oviro in se odbije. Ohrani se frekvenca, hitrost, valovna dolžina. Spremeni se kot in smer.
- lom – na prehodu v snov z drugačno hitrostjo razširjanja valovanja, valovanje spremeni smer (spremenijo se valovna dolžina, hitrost in smer)
- uklon – širjenje valovanja v geometrijsko senco, npr. ob prehodu skozi tanko režo
- interferenca – pozitivno ali negativno seštevanje pri sestavljanju valovanj, ki so v stiku
- disperzija – odvisnost hitrosti razširjanja valovanja od njegove frekvence

## Fizikalni opis valovanja
Valovanje se lahko opiše z običajnimi količinami, kot so frekvenca, valovna dolžina, amplituda in perioda.

### Potujoče valovanje
Potujoče valovanje se lahko opiše z izrazom, ki se ga dobi kot rešitev valovne enačbe:
{\displaystyle s=A(\mathbf {\vec {x}} ,t)\sin(\omega t-\mathbf {\vec {k}} \cdot \mathbf {x} +\varphi )\!\,.}
Pri tem je {\displaystyle A(\mathbf {\vec {x}} ,t\!\,}) amplituda valovanja, ki je v splošnem lahko odvisna od kraja {\displaystyle \mathbf {\vec {x}} \!\,} in časa {\displaystyle t\!\,}, {\displaystyle \omega \!\,} krožna frekvenca valovanja, {\displaystyle \mathbf {\vec {k}} \!\,} valovni vektor in {\displaystyle \varphi \!\,} fazni premik valovanja. Celotni argument sinusne ali kosinusne funkcije se imenuje faza valovanja.

### Valovna enačba
Valovna enačba je parcialna diferencialna enačba, ki v splošnem opisuje različna valovanja, kot so zvočno valovanje, svetlobno valovanje in vodno valovanje. Povezuje drugi odvod izbrane količine {\displaystyle s\!\,} (npr. tlaka, jakosti električnega polja ali krajevne višine vodne gladine) po času {\displaystyle t\!\,} z drugim odvodom te iste količine po kraju {\displaystyle x\!\,}:
{\displaystyle {\frac {1}{c^{2}}}{\frac {\partial ^{2}s}{\partial t^{2}}}={\frac {\partial ^{2}s}{\partial x^{2}}}\!\,.}
Pri tem je {\displaystyle c\!\,} hitrost razširjanja valovanja. V trirazsežnem prostoru se drugi odvod po kraju nadomesti z Laplaceovim operatorjem {\displaystyle \nabla ^{2}\!\,}:
{\displaystyle {\frac {1}{c^{2}}}{\frac {\partial ^{2}s}{\partial t^{2}}}=\nabla ^{2}s\!\,.}

## Stoječe valovanje
Stoječe valovanje se imenuje valovanje, ki se na koncu vrvi, oziroma na koncu piščali odbije in potuje nazaj, pri čemer se vpadni in odbiti val srečata in seštejeta. Kjer se srečata dva hriba ali dve dolini, se valovanje ojači, kjer se srečata hrib in dolina, se pa valovanje oslabi. Stoječe valovanje je valovanje, ki ne potuje, ampak valovi se na istem mestu gibljejo gor in dol. Kjer je vrv vpeta, zrak ne more nihati, zato se na teh mestih pojavijo vozli, kjer pa zrak niha z največjo amplitudo se pojavijo hrbti. Enako je v piščali. Nastanek stoječega valovanja je možen le za tiste valovne dolžine, ki imajo vozel na zaprtem delu piščali ali na vpetem delu strune, oziroma pri določenih frekvencah, ki se imenujejo lastne frekvence. Vsak omejen prostor ima svoje lastne frekvence, ki so odvisne od oblike in velikosti. Valovanja z ustreznimi frekvencami se ojačijo, tista z drugačnimi pa ne, zato se tak prostor imenuje resonator. Pri človeku sta resonatorja govorni trakt in uho, pri instrumentih pa je resonator trup instrumenta.